# Willi Mehlberg
Willi Mehlberg (Szczecin, 28 de febrero de 1937) es un deportista de la RDA que compitió en piragüismo en la modalidad de aguas tranquilas. Ganó una medalla de plata en el Campeonato Mundial de Piragüismo de 1963, y una medalla de plata en el Campeonato Europeo de Piragüismo de 1963.

## Palmarés internacional
| Campeonato Mundial | Campeonato Mundial | Campeonato Mundial | Campeonato Mundial |
| Año                | Lugar              | Medalla            | Evento             |
| ------------------ | ------------------ | ------------------ | ------------------ |
| 1963               | Jajce (Yugoslavia) | Medalla de plata   | C2 10 000 m        |
| Campeonato Europeo |                    |                    |                    |
| Año                | Lugar              | Medalla            | Evento             |
| 1963               | Jajce (Yugoslavia) | Medalla de plata   | C2 10 000 m        |